# 今山之戰
今山之戰，是大友氏與龍造寺氏之間的戰爭，與耳川之戰、沖田畷之戰同屬九州三強爭霸間的著名戰役。

## 起因
1570年3月，大友宗麟欲討伐在肥前國勢力逐漸壯大的龍造寺隆信，便派遣弟弟大友親貞率領6萬大軍進攻龍造寺領地，對此隆信僅集結了5千兵力防衛佐嘉城（佐賀城）。

## 戰況
大友軍擁有壓倒性的兵力優勢，但龍造寺軍士的士氣一直很高昂使得大友軍久攻不下，不過在龍造寺沒有援軍的情況下，城池陷落只是遲早的事。對此在筑後國的大友宗麟派遣援軍給親貞並同時下達總攻擊的命令，親貞亦決定於8月20日進行總攻擊。在總攻擊的前一晚，親貞認為此戰過度容易，便提前舉辦勝利酒宴，軍隊的鬥志漸漸降低。
知道這件事的龍造寺軍武將鍋島直茂便向主公隆信提議對大友軍在今山的本陣進行夜襲，一開始隆信強烈反對，後來在隆信的生母、直茂的繼母慶誾尼的勸說之下同意。直茂率領奇襲部隊至大友軍今山本陣之後方，8月20日清晨便馬上對大友親貞進行奇襲，親貞在混亂中被龍造寺家臣成松信勝殺死，失去前線總大將的大友軍於是敗退，大友軍在此戰中傷亡人數至少超過2千餘人。
為了紀念此戰勝利，鍋島直茂將鍋島家原本的劍花菱家徽改為大友家的杏葉家徽。

## 結果
大友軍雖然在此戰中敗北，但對大友軍來說僅是一場局地敗戰，本隊軍力仍健在，依然給龍造寺隆信帶來威脅，最終隆信交出其弟信周為人質，與大友講和，和議於10月1日成立，大友也同意撤軍。之後隆信表面上服從大友家，私下極力整頓肥前國內的豪族，勢力逐漸擴大，後與大友宗麟、島津義久成為九州三強之一。家臣鍋島直茂、成松信勝亦因此戰而聲名大噪。此戰被喻為九州版的桶狹間之戰。

## 其他
1931年，參加陸軍大學校參謀演習的秩父宮雍仁親王造訪佐賀縣，為了研究今山之戰古戰場而從男女神社瞭望。之後便在該地建立了一個秩父宮雍仁親王的參訪紀念碑。

## 關連項目
- 日本合戰列表
- 鍋島直茂